# 草瑞香
草瑞香（学名：Diarthron linifolium）为瑞香科草瑞香属下的一个种。